# プラハ - リサー・ナド・ラベム - コリーン線
プラハ - リサー・ナド・ラベム - コリーン線（チェコ語;Železniční trať Praha – Lysá nad Labem – Kolín）は、チェコ国鉄の鉄道線の名称である。路線番号は、リサー - コリーン間が231、プラハ - ミロヴィツェ間が232。プラハ - リサー区間はオーストリア北西部鉄道に属して、「エルベ谷鉄道（Elbetalbahn）」の分岐路線の一つであった。
1870年、オーストリア北西部鉄道によりコリーン～ニンブルク間が開業した。1873年に、残りのニンブルク～プラハ間が開業した。ウィーンとベルリン・プラハを結ぶ路線として開業したが、現在その役割は010号線が担っており、こちらはローカル輸送中心である。リサー - ミロヴィツェ間は1921年にチェコ鉄道により開業。2019年以前の路線番号は、プラハ - リサー - コリーン間が231、リサー - ミロヴィツェ間が232であった。

## 歴史
1870年6月25日にニンブルク - テチェン（現在ジェチーン）間の追加路線およびプラハ方面の分岐線に関する建設許可は北西部鉄道の運営権者たちに与えられた。1873年10月4日にリサ（現在リサー・ナド・ラベム） - プラハ分岐線はニンブルク - リサ間と共に開通された。1875年10月15日にプラハ・モルダウ駅が開業されて、あとでティエシュノフ駅と改称された。
1908年10月21日に北西部鉄道の国家買収が合議されて、1909年3月27日の法律で承認された。この路線を含める北西部鉄道路線はオーストリア帝国鉄道が引き受けた。
第一次世界大戦の終戦とオーストリア＝ハンガリー帝国の解体以降、プラハ - リサー線はチェコスロバキア国営鉄道の路線網に組み入れられた。
1972年7月1日に旅客列車運行がプラハ市内のヴィソチャニ - ティエシュノフ区間で終了した。1976年に直流3000 Vの電車線設置工事がリサー - ヴィソチャニ区間で完了した。1984年6月にヴィソチャニ - ティエシュノフ区間は廃止されて、程なく撤去された。
1993年1月1日にチェコスロバキアの分離により、この路線はチェコ鉄道により引き受けられた。2002年12月にエスコ系統がプラハ - コリーン区間に新設された。
2019年3月にムスチェーティツェ - ヴィソチャニ間の改修工事が開始された。ヴィソチャニ駅を改築して、ライスカー・ザフラダ駅をプラハ地下鉄の乗り換え駅として新設する計画が立てられた。また走行速度は最高150 km/hに向上する予定である。

## 運行形態
この路線の運賃制はプラハ総合交通（Pražská integrovaná doprava, PID）により運営される。

### 特急「リフリーク(R)」
下記3系統が運行されている。
- レギオジェット号：　ウースチー・ナド・ラベム～リサー・ナド・ラベム～コリーン　※レギオジェット社による運行
2時間に1本の運行。リサー・ナド・ラベム以西は072号線に乗り入れる。リサーでプラハ方面の普通列車と接続する。また、この系統に限りリサーとヴェルキー・オセクに停車する。
2021年以前はチェコ鉄道による運行で、「ストルジェコフ号」の愛称名で運行していた。

- フラデチャン号、クラコノシ号：　プラハ - ニンブルク - ヴェルキー・オセク - トルトノフ
1～2時間に1本の運行。ヴェルキー・オセク以東は020号線に乗り入れる。
2019 - 24年度は、ニンブルク以西060号線経由でプラハに至っていた。2018年度以前は、リサーにも停車していた。

- R22系統：　ルンブルク～ニンブルク～コリーン　※アリヴァ列車による運行
2時間に1本の運行。ニンブルク以西は062号線に乗り入れる。
2019年以前はチェコ鉄道による運行で、「ベズヂェズ」号の愛称で運行していた。

### 快速「スピェシニー(Sp)」
- コリーン - リサー - プラハ・マサリク駅　【平日運行】
平日に限り、朝・夕方のみの運行。ヴェルトルビにも停車する。
2024年度以前は、朝の西行のみの運行で、コストムラティとリサー以西の各駅（ムスチェチツェを除く）にも停車していた。列車種別も普通であった。また、終着はプラハ本駅であった。

- コリーン～ヴェルキー・オセク～トルトノフ
2時間に1本の運行。ヴェルキー・オセク以東は020号線に乗り入れる。
2021,22年度は、一日3-4往復しか運行していなかった。

- モホフ - チェラーコヴィツェ - プラハ本駅　【年1往復の運行】　※鉄道旅行者クラブ交通による運行
春に年1往復のみ運行する。チェラーコヴィツェ以北は233号線に直通する。チェラーコヴィツェに停車し、ライスカー・ザフラダを通過する。
2022年に運行を開始した。当初は普通列車であったが、2025年度より快速に格上げされた。2024年度に限り、夏の年1日運行であった。

- サーザヴァ号：　ヴィソチャニ - プラハ本駅 - ターボル　【平日運行】
平日のみ、一日1往復の運行。プラハ以南は221号線に直通する。
2025年度より運行を開始した。

- 過去の運行系統
2017年以前は、「ポラブスキー・モトラーチェク」号が、ムニェルニーク - リサー - ポヂェブラディに、旧型客車にて運行していた。リサー以北は232号線に直通していた。231号線内は、オストラー、コストムラティ、ニンブルクに停車していた。
2017年度は年7日の運行であった。2016年以前は、年3日のみの運行であった他、ミロヴィツェ - リサー - チェラーコヴィツェ - モホフ - チェラーコヴィツェ - ポヂェブラディというルートで運行していた。チェラーコヴィツェ - モホフ間は233号線に直通していた。

### 普通
- コリーン - リサー - プラハ本駅
1時間間隔での運行。春・夏は、大部分の列車がザーラビーとヴェルトルビを通過する。
過去の運行形態
2020年以前は、一部がヴェルトルビ、ヴェルケー・ズヴォジーとムスチェチツェを通過していた。また、一部を除きほとんどがプラハ・マサリク駅発着であった。
2021年度より、早朝・夜間を除き、ザーラビーとヴェルトルビ通過となった。
2023年7月以降、全列車がザーラビーとヴェルトルビ停車となった。
2025年度より、プラハ本駅発着となった。春・夏に限り、ほとんどの列車がザーラビーとヴェルトルビ通過となる予定。ヴェルケー・ズヴォジーとムスチェチツェは全列車停車となった。

- ミロヴィツェ - プラハ本駅
ミロヴィツェ - リサー間が毎時2本の運行で、うち1本がプラハまで運行される。リサー止まりの列車は上記コリーン発着系統のプラハ方面と接続する。休日に限り、コリーン→リサー→ミロヴィツェの系統が一日1便運行される。
2019年以前は、大半がムスチェチツェを通過していた。2024年度以前は、また、一部を除きほとんどがプラハ・マサリク駅発着であった他、一部がムスチェチツェを通過していた。

- ベネショフ/ストランチツェ - プラハ本駅 - ホルニー・ポチェルニツェ/チェラーコヴィツェ/リサー/コリーン
朝と夕方を中心の運行。プラハ本駅以南は221号線と直通する。
2024年度以前は、多くはムスチェチツェを通過していた。

### 過去の運行種別
- 寝台特急「ユーロシティ」
2018年以前は、ブダペスト発ベルリン行の寝台特急「メトロポル」号が一日片道1本231号線を経由していた。231号線内は全駅通過していた。2018年末に休止。

## 駅一覧
以下では、チェコ国鉄231,232号線の駅と営業キロ、停車列車、接続路線などを一覧表で示す。寝台特急は省略。
- 種別
  - R：特急
  - Sp：快速
  - Os：普通
- 停車駅
  - ■印：全列車停車
  - ●印：一部通過
  - ○印：一部停車
  - ｜印：全列車通過

### 231号線
| 路線名 | 駅名                           | 駅間営業キロ | 累計営業キロ       | 累計営業キロ    | R  | Sp | Os | 接続路線                                                                         | 所在地         | 所在地       |
| ------ | ------------------------------ | ------------ | ------------------ | --------------- | -- | -- | -- | -------------------------------------------------------------------------------- | -------------- | ------------ |
| 231    | コリーン駅                     | -            | ウィーンから 298.3 | リサーから 39.2 | ■  | ■  | ■  | 010号線、011号線、014号線、230号線                                               | 中央ボヘミア州 | コリーン郡   |
| 231    | コリーン・ザーラビー駅         | 1.5          | 299.8              | 37.7            | ｜ | ■  | ●  |                                                                                  | 中央ボヘミア州 | コリーン郡   |
| 231    | ヴェルトルビ駅                 | 4.2          | 304.0              | 33.5            | ｜ | ○  | ●  |                                                                                  | 中央ボヘミア州 | コリーン郡   |
| 231    | ヴェルキー・オセク駅           | 3.1          | 307.1              | 30.4            | ○  | ■  | ■  | 020号線                                                                          | 中央ボヘミア州 | コリーン郡   |
| 231    | リビツェ・ナド・チドリノウ駅   | 3.0          | 310.1              | 27.4            | ｜ | ■  | ■  |                                                                                  | 中央ボヘミア州 | ニンブルク郡 |
| 231    | ポヂェブラディ駅               | 5.0          | 315.1              | 22.4            | ■  | ■  | ■  |                                                                                  | 中央ボヘミア州 | ニンブルク郡 |
| 231    | ヴェルケー・ズボジー駅         | 2.5          | 317.6              | 19.9            | ｜ | ■  | ■  |                                                                                  | 中央ボヘミア州 | ニンブルク郡 |
| 231    | ニンブルク本駅                 | 5.0          | 322.6              | 14.9            | ■  | ■  | ■  | 060号線（ポルジーチャニ方面） 061号線（イチーン方面）、062号線（ルンブルク方面） | 中央ボヘミア州 | ニンブルク郡 |
| 231    | カメンネー・ズボジー駅         | 3.3          | 325.9              | 11.6            | ｜ | ｜ | ■  |                                                                                  | 中央ボヘミア州 | ニンブルク郡 |
| 231    | コストムラティ・ナド・ラベム駅 | 3.0          | 328.9              | 8.6             | ｜ | ｜ | ■  |                                                                                  | 中央ボヘミア州 | ニンブルク郡 |
| 231    | ストラトフ駅                   | 3.9          | 332.8              | 4.7             | ｜ | ｜ | ■  |                                                                                  | 中央ボヘミア州 | ニンブルク郡 |
| 231    | オストラー駅                   | 1.0          | 333.8              | 3.7             | ｜ | ｜ | ■  |                                                                                  | 中央ボヘミア州 | ニンブルク郡 |
| 231    | リサー・ナド・ラベム駅         | 3.7          | 337.5              | 0.0             | ○  | ■  | ■  | 072号線（ウースチー方面） 232号線（ミロヴィツェ方面、プラハ方面）                | 中央ボヘミア州 | ニンブルク郡 |

### 232号線（ミロヴィツェ - プラハ・マサリク駅）
| 路線名 | 駅名                           | 駅間営業キロ | 累計営業キロ | R  | Sp | Os | 接続路線                                                                      | 所在地         | 所在地       |          |
| ------ | ------------------------------ | ------------ | ------------ | -- | -- | -- | ----------------------------------------------------------------------------- | -------------- | ------------ | -------- |
| 232    | ミロヴィツェ駅                 | -            | -5.5         |    |    | ■  |                                                                               | 中央ボヘミア州 | ニンブルク郡 |          |
| 232    | リサー・ナド・ラベム駅         | 5.5          | 0.0          | ｜ | ■  | ■  | 072号線（ウースチー方面）、231号線（コリーン方面）                            | 中央ボヘミア州 | ニンブルク郡 |          |
| 232    | チェラーコヴィツェ・イルジナ駅 | 7.0          | 7.0          | ｜ | ｜ | ■  |                                                                               | 中央ボヘミア州 | 東プラハ郡   |          |
| 232    | チェラーコヴィツェ駅           | 1.4          | 8.4          | ｜ | ｜ | ■  | 074号線（ネラトヴィツェ方面）、233号線（モホフ方面）                          | 中央ボヘミア州 | 東プラハ郡   |          |
| 232    | ムスチェチツェ駅               | 5.8          | 14.2         | ｜ | ｜ | ■  |                                                                               | 中央ボヘミア州 | 東プラハ郡   |          |
| 232    | ゼレネチ駅                     | 2.2          | 16.4         | ｜ | ｜ | ■  |                                                                               | 中央ボヘミア州 | 東プラハ郡   |          |
| 232    | ホルニー・ポチェルニツェ駅     | 4.0          | 20.4         | ｜ | ｜ | ■  |                                                                               | プラハ市       | プラハ市     | プラハ市 |
| 232    | ライスカー・ザフラダ駅 (*1)    | 3.4          | 23.8         | ｜ | ■  | ■  | 070号線（ボレスラフ方面） 地下鉄B線（チェルニー・モスト方面、ズリチーン方面） | プラハ市       | プラハ市     | プラハ市 |
| 232    | ヴィソチャニ駅                 | 5.3          | 29.1         | ■  | ■  | ■  | プラハ本駅方面                                                                | プラハ市       | プラハ市     | プラハ市 |
| 070    | プラハ・マサリク駅             | 6.0          | 35.1         |    | ■  |    | 011号線（ブロド方面） 091号線（ウースチー方面）、120号線（クラドノ方面）      | プラハ市       | プラハ市     | プラハ市 |

(*1): 2023年12月開業。

### 232号線（ヴィソチャニ～プラハ本駅）
| 路線名 | 駅名           | 駅間営業キロ | R | Sp | Os | 接続路線 | 所在地   | 所在地   |
| ------ | -------------- | ------------ | - | -- | -- | --- | -------- | -------- |
| 070    | ヴィソチャニ駅 | -            | ■ | ■  | ■  | マサリク駅方面、リサー方面 070号線（ボレスラフ方面） | プラハ市 | プラハ市 |
| 070    | プラハ本駅     | 6.3          | ■ | ■  | ■  | 010号線（トルジェボヴァー方面） 090号線（ベルリン方面）、120号線（クラドノ方面） 122号線（ルドナー方面）、171号線（ミュンヘン方面） 210号線（ドブルジーシ方面）、221号線（ブヂェヨヴィツェ方面） 地下鉄C線（ラードヴィー方面、ハーイェ方面） | プラハ市 | プラハ市 |